# راميرو رودريغوس فالينتي
راميرو رودريغوس فالينتي هو لاعب كرة قدم برازيلي في مركز الوسط، ولد في 11 فبراير 1933 في ساو باولو في البرازيل. لعب مع أتلتيكو مدريد ونادي سانتوس.